# Muziekinstrumentenmuseum (Berlijn)
Het Musikinstrumenten-Museum (MIM) in Berlijn, voluit het Staatliches Institut für Musikforschung Preußischer Kulturbesitz, is een museum met een collectie van ongeveer 3500 muziekinstrumenten. Het is ondergebracht in een klein gebouw achter de Philharmonie, dat is ontworpen door Edgar Wisniewksi en Hans Scharoun en werd gebouwd tussen 1979 en 1984.
Het museum werd in januari 1888 opgericht als Sammlung alter Musikinstrumente door Philipp Spitta en Joseph Joachim als onderdeel van de Berlijnse Königlichen akademischen Hochschule für Musik. De grootste acquisitie werd gedaan door Oskar Fleischer, de eerste directeur van 1892-1919, met financiële steun van keizer Wilhelm II. In 1902 verwierf het museum meer dan 1400 instrumenten uit de privécollectie van de Belgische notaris César Snoeck, waaronder vier 17e-eeuwse Ruckers-klavecimbels en een van de weinige originele dwarsfluiten door Jean Hotteterre.
De permanente opstelling laat de ontwikkeling van de muziekinstrumenten zien, van de 16de eeuw tot heden. Er is bijvoorbeeld een nog werkend Wurlitzer-bioscooporgel uit 1929. Er zijn ook een archief en een bibliotheek.

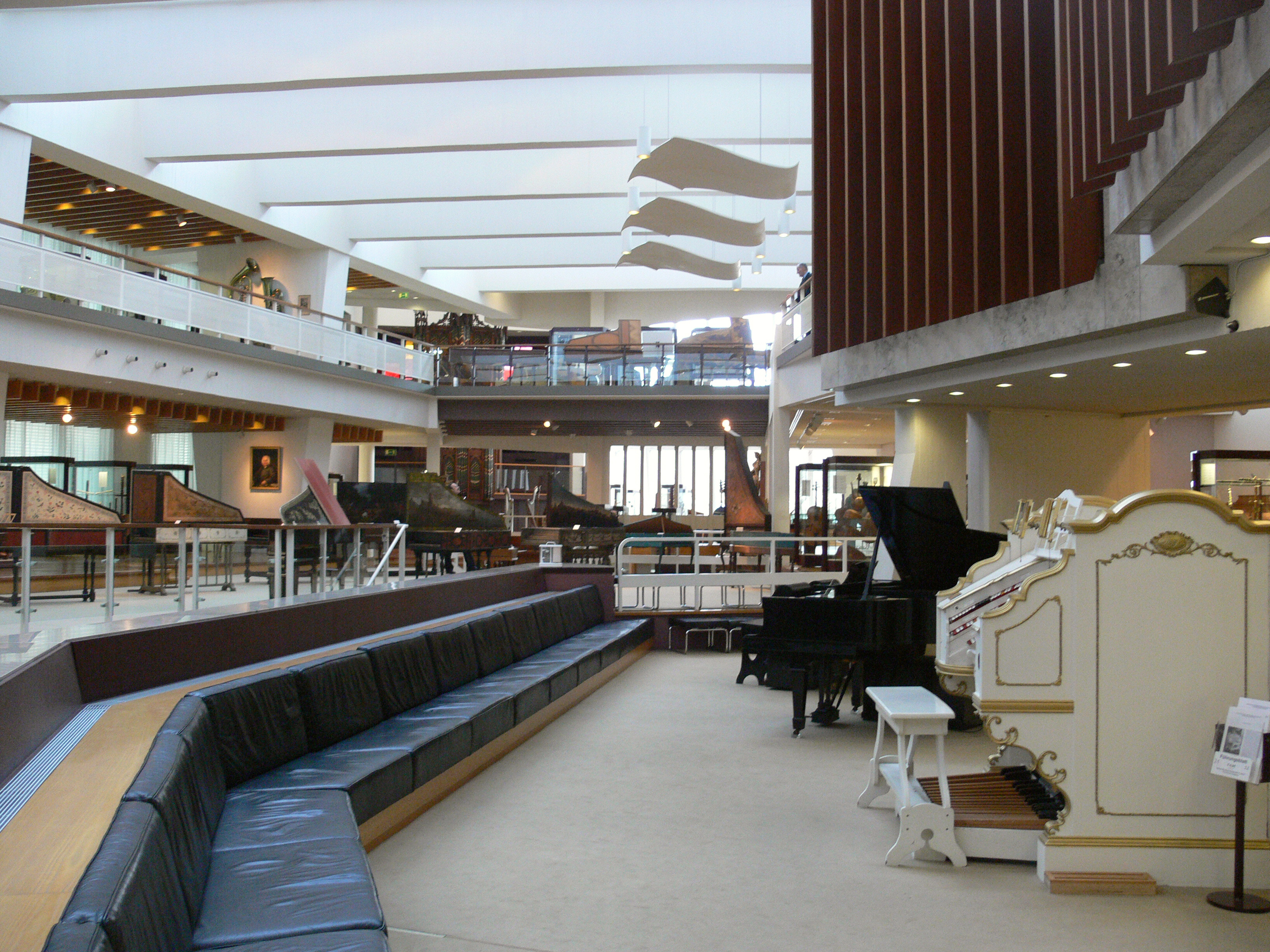
In het museum
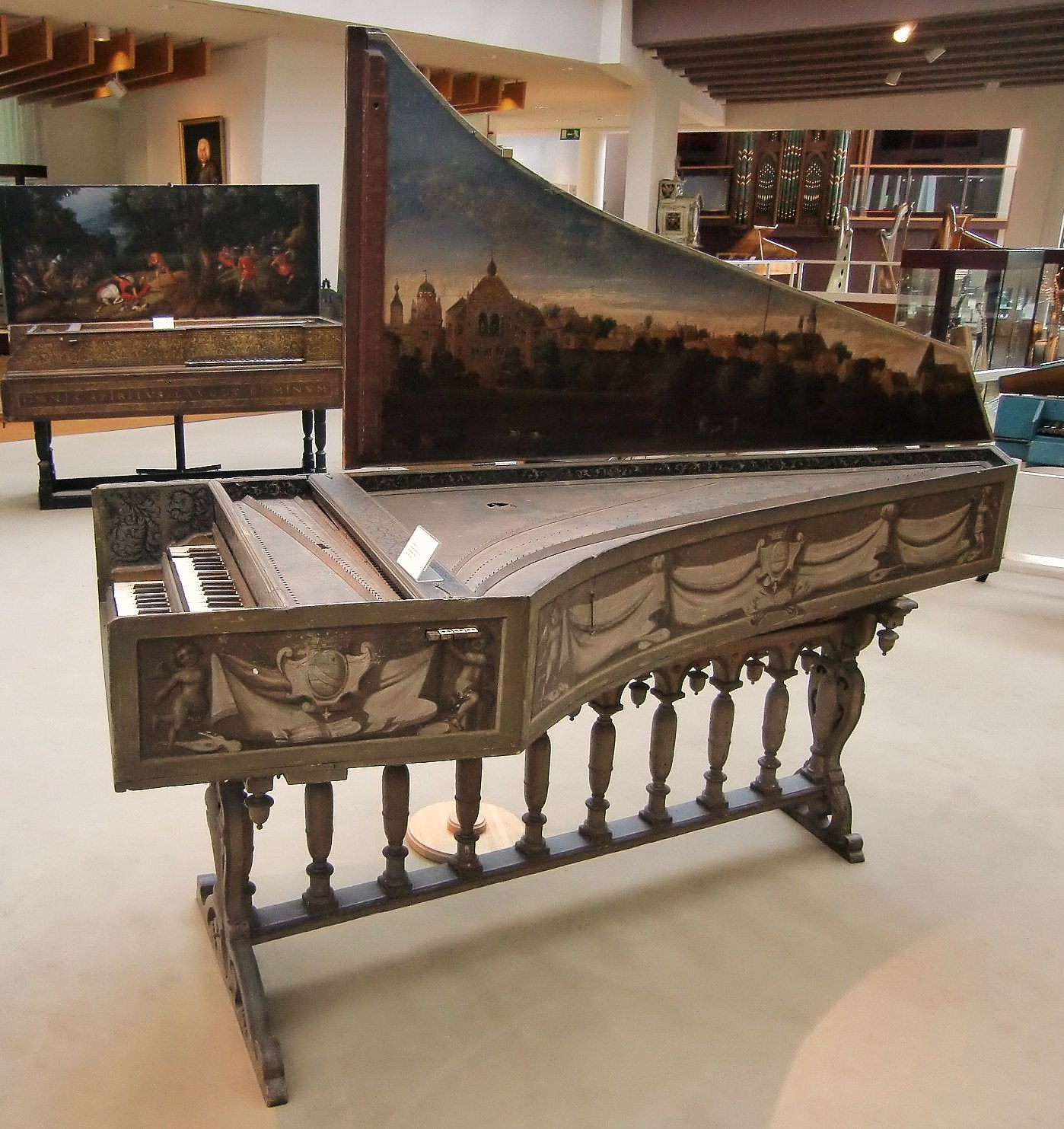
Klavecimbel uit 1620
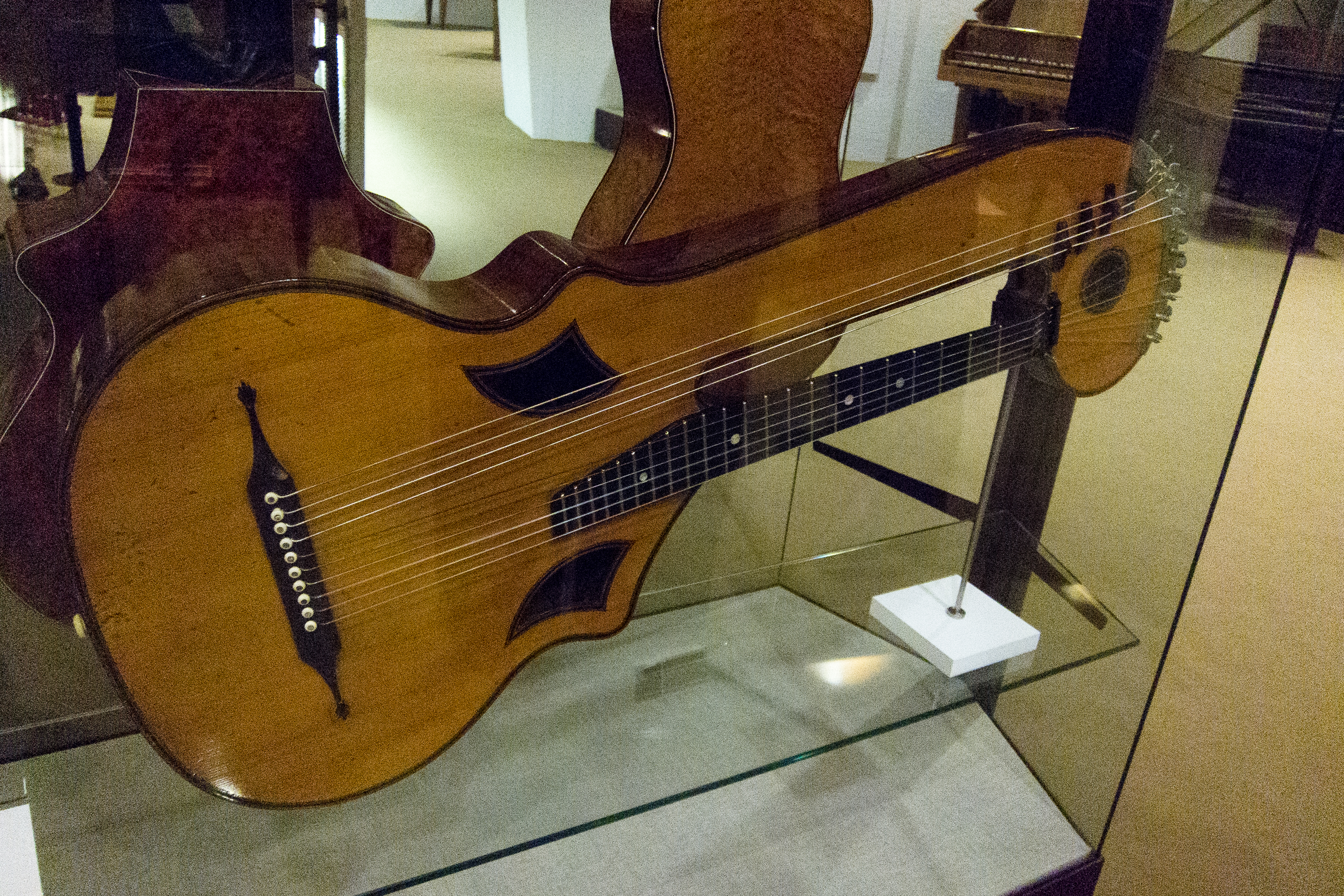
Harpgitaar
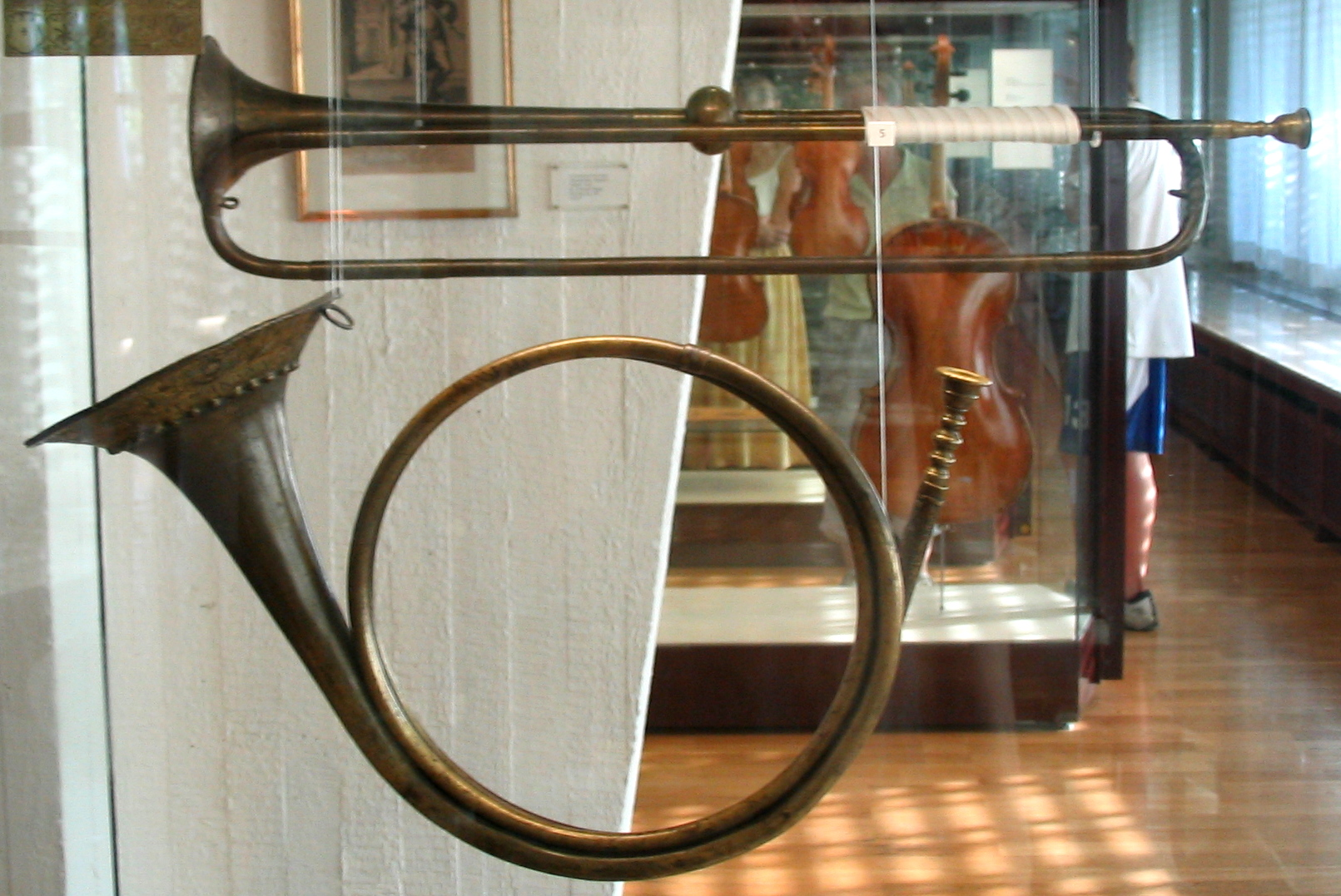
Baroktrompet en -hoorn
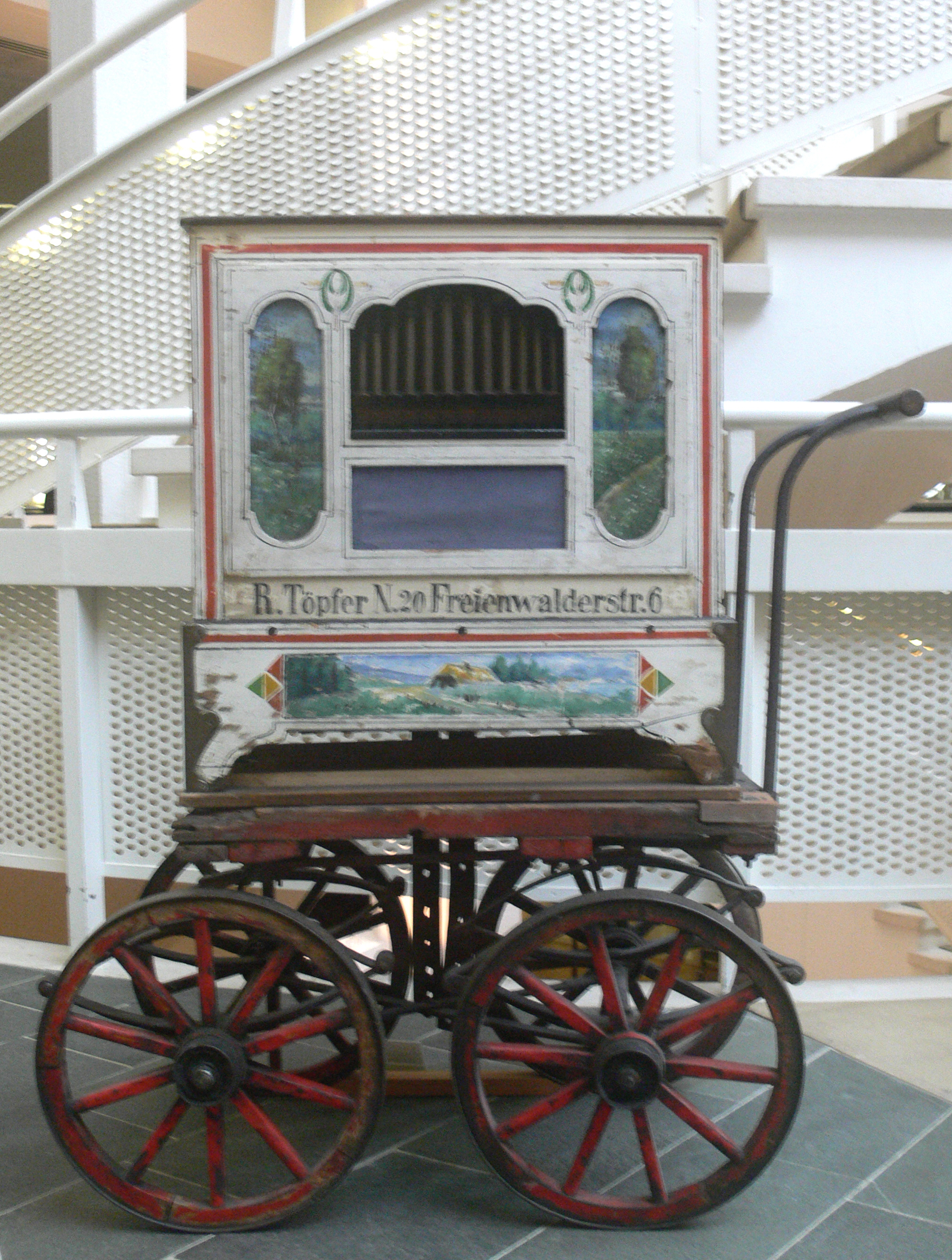
Draaiorgel
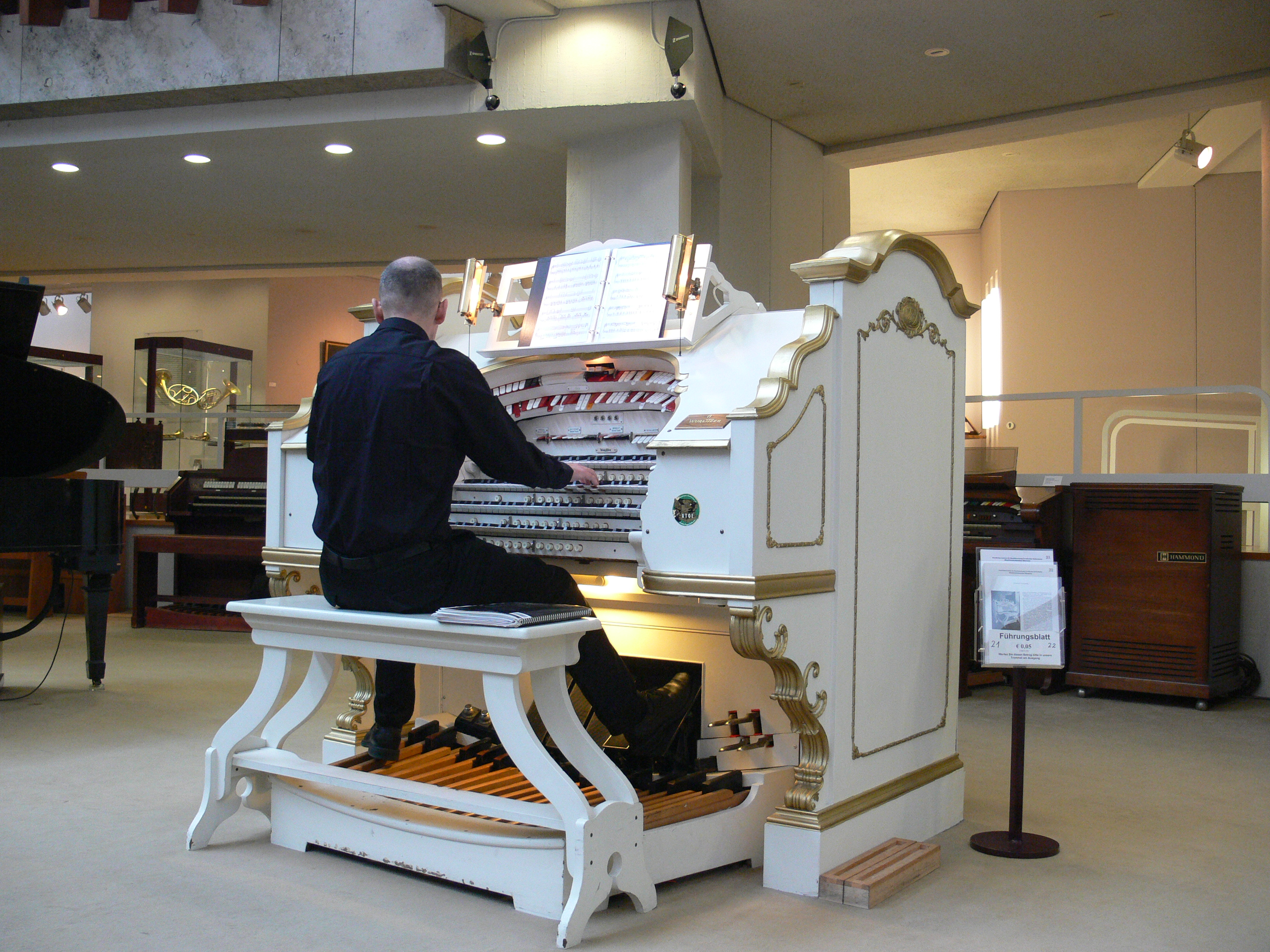
Wurlitzer bioscooporgel